# Johan Skipnes
Johan Kristoffer Winther Skipnes (* 18. Dezember 1909 in Aure, Møre og Romsdal; † 12. März 2005) war ein norwegischer Politiker der Kristelig Folkeparti, der unter anderem von 1972 bis 1973 Minister für Kommunen und Arbeit in der Regierung Korvald war und zwischen 1963 und 1964 sowie 1975 die Funktion des Vorsitzenden des Parlaments der Provinz Møre og Romsdal (Fylkesordfører) bekleidete.

## Leben
Skipnes, Sohn des Fischers und Kleinbauern Petter Jonasen Skipnes und der Hausfrau Elida Olsen, absolvierte nach dem Besuch der Volkshochschule in Nordmøre zwischen 1929 und 1935 eine Ausbildung im Norwegischen Diakonieheim (Det norske Diakonhjem). Danach war er von 1935 bis 1937 Pfarrdiakon in Molde sowie anschließend zwischen 1937 und 1945 Pfarrdiakon und Assistent des Gesundheitsrates der Norwegischen Kirche dieser Kirchengemeinde. Zugleich war er zwischen 1940 und 1941 Geschäftsführer des Versorgungsausschusses von Molde und nach dem Ende des Zweiten Weltkriegs von 1945 bis 1976 in Personalunion Pfarrdiakon und Vorsteher der Kirchengemeinde von Molde.
Nach Kriegsende begann Skipnes auch sein politisches Engagement in der Kommunalpolitik und war zunächst von 1945 bis 1947 Mitglied des Stadtrates von Molde, dessen Verwaltungsvorstand er von 1947 bis 1962 angehörte. Nach der Wahl vom 12. Oktober 1953 war Skipnes Vararepresentant der Kristelig Folkeparti im Storting. 
Er fungierte zwischen 1962 und 1965 erstmals als Bürgermeister (Ordfører) von Molde. In dieser Zeit begann er auch seine politische Tätigkeit in der Provinzpolitik und war zwischen 1963 und 1964 Vorsitzender des Parlaments der Provinz (Fylke) Møre og Romsdal (Fylkesordfører). Danach war er von 1964 bis 1967 Vize-Vorsitzender dieses Provinzparlaments (Fylkesting) sowie zwischen 1967 und 1971 Mitglied des Provinzausschusses, ehe er 1971 bis 1974 wieder Vize-Vorsitzender des Provinzparlaments von Møre og Romsdal war. Daneben war von 1964 bis 1975 in Personalunion Vorsitzender des Krankenhausrates, des Gesundheitsausschusses sowie des Gesundheits- und Sozialrates dieses Fylke. Des Weiteren gehörte er zwischen 1965 und 1971 wieder dem Verwaltungsvorstand von Molde an und war danach von 1971 bis 1973 abermals Bürgermeister von Molde.
Am 18. Oktober 1972 wurde Skipnes von Ministerpräsident Lars Korvald als Minister für Kommunen und Arbeit (Kommunal- og arbeidsminister) in dessen Regierung berufen und gehörte diese bis zum Ende von dessen Amtszeit am 16. Oktober 1973 an.
Nach seinem Ausscheiden aus der Regierung war Skipnes von 1973 bis 1975 abermals Mitglied des Verwaltungsvorstandes von Molde und im Anschluss 1975 Nachfolger von Trygve Sildnes als Vorsitzender des Provinzparlaments von Møre og Romsdal. Auf diesem Posten wurde er jedoch bereits 1976 durch Kjell Furnes abgelöst. Daraufhin fungierte er zwischen 1976 und 1979 als Krankenhausdirektor im Fylke Møre og Romsdal. Für seine langjährigen Verdienste wurde ihm 1982 die Königliche Verdienstmedaille in Gold (Kongens fortjenstmedalje i gull) verliehen.